# International Automotive Task Force
Die IATF (International Automotive Task Force) ist eine „zweckspezifische“ Arbeitsgruppe, die sich aus Vertretern der meist nordamerikanischen und europäischen Automobilhersteller und Automobilverbänden zusammensetzt und sich mit der Harmonisierung (Vereinheitlichung) der Standards (Normen) zur Verbesserung der Produktqualität für Automobilkunden befasst.
Die IATF wurde zur Erfüllung folgender Aufgaben gegründet:
- Entwicklung eines internationalen Konsens über die grundlegenden QM-Systemforderungen – in erster Linie für die Anwendung bei den teilnehmenden Unternehmen, direkten Lieferanten (Tier 1 Supplier) von Produktionsmaterial, Ersatzteilen und Bearbeitungsdienstleistungen (z. B.: Wärme- und Oberflächenbehandlung sowie Beschichtung). Die erarbeiteten Forderungen sollen aber auch anderen interessierten Anwendern in der Automobilbranche zur Verfügung gestellt werden.
- Entwicklung von Richtlinien und Verfahrensanweisungen zur weltweiten Anwendung eines einheitlichen 3rd Party Zertifizierungsverfahrens.
- Bereitstellung eines geeigneten Schulungsprogramms zur Unterstützung der IATF 16949 Forderungen und des entsprechenden Zertifizierungsverfahrens.
- Entwicklung offizieller Beziehungen zu relevanten Organisationen, um die Ziele der IATF zu unterstützen.

## Mitglieder
OEM-Mitgliedsunternehmen des IATFs sind folgende Automobilhersteller (Stand 2024):
- BMW Group
- Ford Motor Company
- Geely Group
- General Motors
- Iveco Group
- Jaguar Land Rover
- Mercedes-Benz AG
- Renault
- Stellantis (frühere Groupe PSA und FCA)
- Volkswagen Group
- Volvo Group

Mitglieder der IATF sind auch folgende nationale Verbände:
- AIAG (Nordamerika)
- ANFIA (Italien)
- FIEV (Frankreich)
- SMMT (Großbritannien)
- VDA (Deutschland)